# Ganbare Goemon: Kuru Nara Koi! Ayashige Ikka no Kuroi Kage
Ganbare Goemon: Kuru Nara Koi! Ayashige Ikka no Kuroi Kage (がんばれゴエモン～来るなら恋! 綾繁一家の黒い影～?) es un videojuego de acción-aventura de Konami publicado para PlayStation el 23 de diciembre de 1998, solo en Japón.